# Fàbrica SAPHIL
La Fàbrica SAPHIL, coneguda popularment com l'Anònima, és un antic edifici industrial de Terrassa (Vallès Occidental) protegit com a bé cultural d'interès local, situat al barri de Ca n'Aurell. Se'n conserva només la xemeneia i un parell de naus.

## Descripció
Era un conjunt fabril d'estructura complexa, format per diverses construccions que abastaven part de dues illes situades a banda i banda del carrer de Galileu, entre els carrers de Vázquez de Mella, Martín Díez, Fra Bonaventura Gran, Arquimedes i Pi i Margall. Contenia elements de diverses èpoques i estils; tanmateix, hi destacava l'edifici amb façana al carrer de Galileu, que mostrava elements del vocabulari clàssic, una de les naus del qual s'ha conservat, així com la xemeneia i l'antic economat.

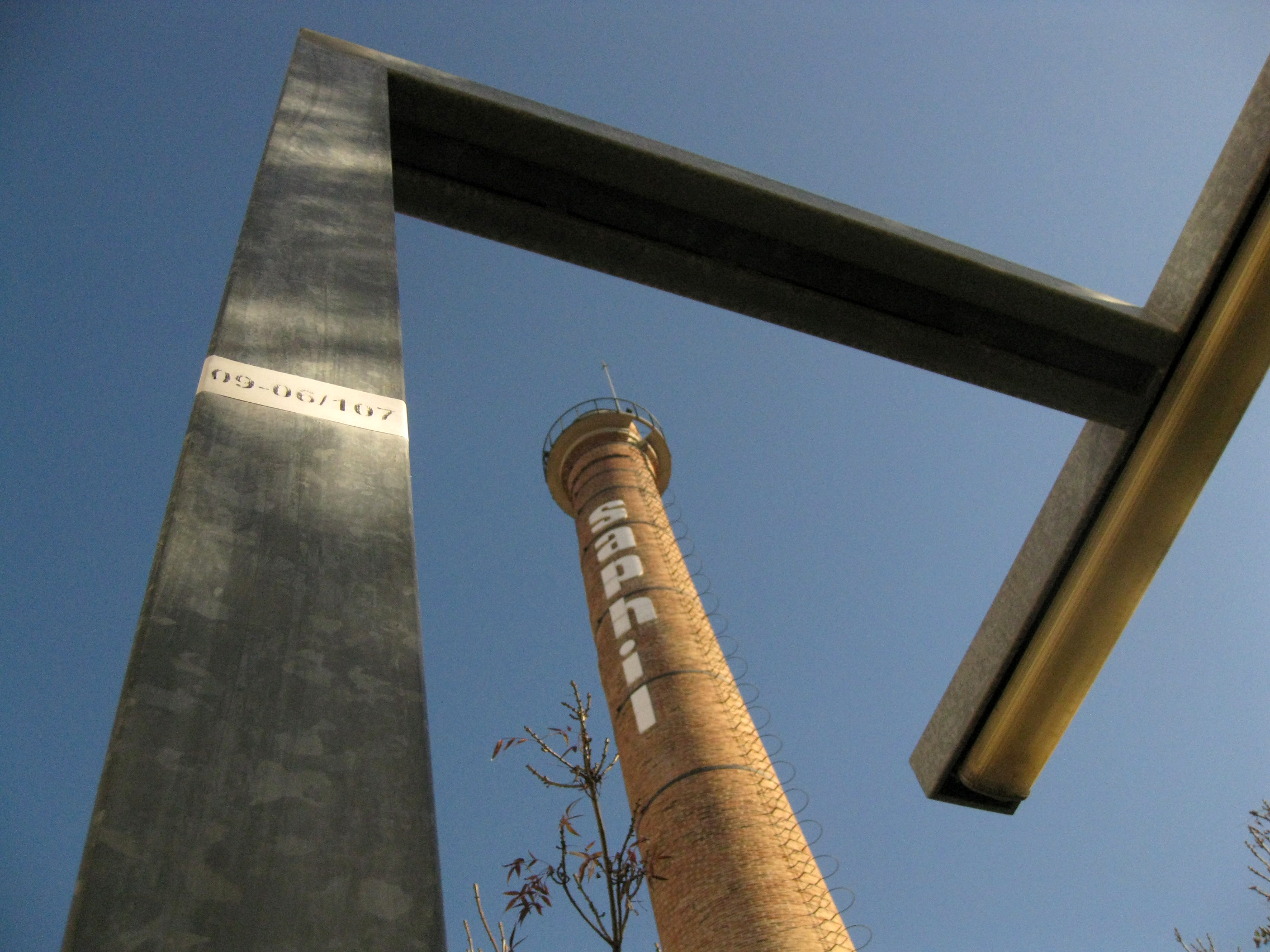
Detall de la xemeneia, amb un dels fanals que il·luminen la plaça de l'Anònima

### La xemeneia
Segurament l'element més remarcable de l'antiga fàbrica, la xemeneia de maó vist, de base quadrada i fust troncocònic, fa 36 m d'alçada i té un diàmetre de 3 m a 2,2 m des de la base fins a la corona. Està rematada amb un collarí i una passera circular i protegida amb diversos cèrcols metàl·lics. Al fust, que té una escala de gat exterior amb proteccions circulars, s'hi van adossar les lletres «saphil», acrònim de Sociedad Anónima de Peinaje e Hilatura de Lana, coneguda popularment com «l'Anònima», que és el nom amb què es va batejar la plaça on s'alça la xemeneia, un cop enderrocada la fàbrica.
És una construcció de l'any 1961.

## Història
L'empresa SAPHIL, de pentinats i filatures de llana, fou fundada per Francesc Salvans i Armengol el 1919 i la fàbrica va ser bastida en diverses etapes. Hi ha documentada la participació en el conjunt dels arquitectes Lluís Muncunill (1920) i Pere Pigrau (1943), mentre que l'esvelta xemeneia és posterior, dels anys seixanta.
Un cop tancada l'empresa a començament de la dècada del 1990, la fàbrica fou enderrocada en gran part el 1994 i a l'espai que ocupava s'hi van construir habitatges i s'hi van obrir un carrer –el carrer de la Filatura, vora la façana nord de la més interessant de les naus conservades, la de més interès arquitectònic, actualment un supermercat de la cadena Mercadona– i dues places: la de l'Anònima, on s'alça la xemeneia, i la del Tint, al sud-est de l'altra de les naus que encara es conserven, les façanes de la qual donen als carrers de Vázquez de Mella i Pi i Margall i que no té cap mena de valor arquitectònic.